# Szenegál a 2008. évi nyári olimpiai játékokon
Szenegál a kínai Pekingben megrendezett 2008. évi nyári olimpiai játékok egyik részt vevő nemzete volt. Az országot az olimpián 7 sportágban 15 sportoló képviselte, akik érmet nem szereztek.

## Atlétika
Férfi
| Versenyző       | Versenyszám | Előfutam | Előfutam | Előfutam | Elődöntő | Elődöntő | Elődöntő | Döntő   | Döntő    |
| Versenyző       | Versenyszám | Idő      | Hely.    | Össz.    | Idő      | Hely.    | Össz.    | Idő     | Helyezés |
| --------------- | ----------- | -------- | -------- | -------- | -------- | -------- | -------- | ------- | -------- |
| Abdoulaye Wagne | 800 m       | 1:47,50  | 5.       | 31.      | kiesett  | kiesett  | kiesett  | kiesett | kiesett  |

| Versenyző        | Versenyszám | Selejtező             | Selejtező             | Döntő    | Döntő    |
| Versenyző        | Versenyszám | Eredmény              | Helyezés              | Eredmény | Helyezés |
| ---------------- | ----------- | --------------------- | --------------------- | -------- | -------- |
| Ndiss Kaba Badji | Távolugrás  | 807 cm                | 7.                    | 816 cm   | 6.       |
| Ndiss Kaba Badji | Hármasugrás | érvényes ugrás nélkül | érvényes ugrás nélkül | kiesett  | kiesett  |

## Birkózás

### Férfi
Szabadfogású
| Versenyző    | Versenyszám | Selejtező                          | Nyolcaddöntő      | Negyeddöntő       | Elődöntő          | Vigaszág első kör                 | Vigaszág elődöntő | Bronz- mérkőzés   | Döntő             | Helyezés |
| Versenyző    | Versenyszám | Ellenfél Eredmény                  | Ellenfél Eredmény | Ellenfél Eredmény | Ellenfél Eredmény | Ellenfél Eredmény                 | Ellenfél Eredmény | Ellenfél Eredmény | Ellenfél Eredmény | Helyezés |
| ------------ | ----------- | ---------------------------------- | ----------------- | ----------------- | ----------------- | --------------------------------- | ----------------- | ----------------- | ----------------- | -------- |
| Adama Diatta | 55 kg       | Macunaga Tomohiro (JPN) · 0-1, TUS |                   |                   |                   | Sezer Akgül (TUR) · 0-1, 1-0, 0-1 | kiesett           | kiesett           |                   | 15.      |

## Cselgáncs
Férfi
| Versenyző      | Versenyszám | Selejtező         | 32-es főtábla                   | Nyolcaddöntő      | Negyeddöntő       | Elődöntő          | Vigaszág első kör | Vigaszág negyeddöntő | Vigaszág elődöntő | Bronz- mérkőzés   | Döntő             | Helyezés |
| Versenyző      | Versenyszám | Ellenfél Eredmény | Ellenfél Eredmény               | Ellenfél Eredmény | Ellenfél Eredmény | Ellenfél Eredmény | Ellenfél Eredmény | Ellenfél Eredmény    | Ellenfél Eredmény | Ellenfél Eredmény | Ellenfél Eredmény | Helyezés |
| -------------- | ----------- | ----------------- | ------------------------------- | ----------------- | ----------------- | ----------------- | ----------------- | -------------------- | ----------------- | ----------------- | ----------------- | -------- |
| Diéguy Bathily | Nehézsúly   |                   | Dan McCormick (USA) · 0001-0010 | kiesett           | kiesett           | kiesett           |                   |                      |                   |                   |                   | 21.      |

Női
| Versenyző         | Versenyszám  | Selejtező                      | Nyolcaddöntő                     | Negyeddöntő       | Elődöntő          | Vigaszág első kör                | Vigaszág negyeddöntő | Vigaszág elődöntő | Bronz- mérkőzés   | Döntő             | Helyezés |
| Versenyző         | Versenyszám  | Ellenfél Eredmény              | Ellenfél Eredmény                | Ellenfél Eredmény | Ellenfél Eredmény | Ellenfél Eredmény                | Ellenfél Eredmény    | Ellenfél Eredmény | Ellenfél Eredmény | Ellenfél Eredmény | Helyezés |
| ----------------- | ------------ | ------------------------------ | -------------------------------- | ----------------- | ----------------- | -------------------------------- | -------------------- | ----------------- | ----------------- | ----------------- | -------- |
| Hortence Diédhiou | Harmatsúly   |                                | Szorája Haddád (ALG) · 0001-0010 |                   |                   | Marie Muller (LUX) · 0001-1001   | kiesett              | kiesett           | kiesett           |                   | 13.      |
| Cécile Hane       | Félnehézsúly | Isis Barreto (VEN) · 0000-1012 | kiesett                          | kiesett           | kiesett           |                                  |                      |                   |                   |                   | 18.      |
| Gisèle Mendy      | Középsúly    | Annett Böhm (GER) · 0000-1000  |                                  |                   |                   | Natalija Szmal (UKR) · 0000-0201 | kiesett              | kiesett           | kiesett           |                   | 13.      |

## Kajak-kenu

### Síkvízi
Férfi
| Versenyző   | Versenyszám        | Előfutam | Előfutam | Előfutam | Elődöntő | Elődöntő | Elődöntő | Döntő   | Döntő    |
| Versenyző   | Versenyszám        | Idő      | Hely.    | Össz.    | Idő      | Hely.    | Össz.    | Idő     | Helyezés |
| ----------- | ------------------ | -------- | -------- | -------- | -------- | -------- | -------- | ------- | -------- |
| Assane Fall | Kajak egyes 500 m  | 1:52,215 | 5.       | 26.      | 2:04,633 | 9.       | 25.      | kiesett | kiesett  |
| Assane Fall | Kajak egyes 1000 m | 4:07,061 | 9.       | 24.      | kiesett  | kiesett  | kiesett  | kiesett | kiesett  |

Női
| Versenyző  | Versenyszám       | Előfutam | Előfutam | Előfutam | Elődöntő | Elődöntő | Elődöntő | Döntő   | Döntő    |
| Versenyző  | Versenyszám       | Idő      | Hely.    | Össz.    | Idő      | Hely.    | Össz.    | Idő     | Helyezés |
| ---------- | ----------------- | -------- | -------- | -------- | -------- | -------- | -------- | ------- | -------- |
| Khathia Bâ | Kajak egyes 500 m | 2:17,740 | 9.       | 25.      | kiesett  | kiesett  | kiesett  | kiesett | kiesett  |

## Taekwondo
Női
| Versenyző       | Versenyszám | Nyolcaddöntő                    | Negyeddöntő                    | Elődöntő          | Vigaszág elődöntő | Bronz- mérkőzés   | Döntő             | Helyezés |
| Versenyző       | Versenyszám | Ellenfél Eredmény               | Ellenfél Eredmény              | Ellenfél Eredmény | Ellenfél Eredmény | Ellenfél Eredmény | Ellenfél Eredmény | Helyezés |
| --------------- | ----------- | ------------------------------- | ------------------------------ | ----------------- | ----------------- | ----------------- | ----------------- | -------- |
| Bineta Diedhiou | Pehelysúly  | Nguyễn Thị Hoài Thu (VIE) · 1-0 | Veronica Calabrese (ITA) · 0-3 | kiesett           |                   |                   |                   | 9.       |

## Úszás
Férfi
| Versenyző   | Versenyszám | Előfutam | Előfutam | Előfutam | Elődöntő | Elődöntő | Elődöntő | Döntő   | Döntő    |
| Versenyző   | Versenyszám | Idő      | Hely.    | Össz.    | Idő      | Hely.    | Össz.    | Idő     | Helyezés |
| ----------- | ----------- | -------- | -------- | -------- | -------- | -------- | -------- | ------- | -------- |
| Malick Fall | 100 m mell  | 1:02,51  | 4.       | 48.      | kiesett  | kiesett  | kiesett  | kiesett | kiesett  |

Női
| Versenyző        | Versenyszám    | Előfutam | Előfutam | Előfutam | Elődöntő | Elődöntő | Elődöntő | Döntő   | Döntő    |
| Versenyző        | Versenyszám    | Idő      | Hely.    | Össz.    | Idő      | Hely.    | Össz.    | Idő     | Helyezés |
| ---------------- | -------------- | -------- | -------- | -------- | -------- | -------- | -------- | ------- | -------- |
| Binta Zahra Diop | 100 m pillangó | 1:04,26  | 1.       | 47.      | kiesett  | kiesett  | kiesett  | kiesett | kiesett  |

## Vívás
Férfi
| Versenyző       | Versenyszám  | Selejtező                   | 32-es főtábla                 | Nyolcaddöntő      | Negyeddöntő       | Elődöntő          | Bronz- mérkőzés   | Döntő             | Helyezés |
| Versenyző       | Versenyszám  | Ellenfél Eredmény           | Ellenfél Eredmény             | Ellenfél Eredmény | Ellenfél Eredmény | Ellenfél Eredmény | Ellenfél Eredmény | Ellenfél Eredmény | Helyezés |
| --------------- | ------------ | --------------------------- | ----------------------------- | ----------------- | ----------------- | ----------------- | ----------------- | ----------------- | -------- |
| Mamadou Keita   | Kard, egyéni | Ogava Szatosi (JPN) · 15-14 | Rareș Dumitrescu (ROU) · 7-15 | kiesett           | kiesett           | kiesett           | kiesett           | kiesett           | 29.      |
| Abdoulaye Thiam | Kard, egyéni | Jason Rogers (USA) · 10-15  | kiesett                       | kiesett           | kiesett           | kiesett           | kiesett           | kiesett           | 37.      |

Női
| Versenyző  | Versenyszám  | Selejtező                    | 32-es főtábla     | Nyolcaddöntő      | Negyeddöntő       | Elődöntő          | Bronz- mérkőzés   | Döntő             | Helyezés |
| Versenyző  | Versenyszám  | Ellenfél Eredmény            | Ellenfél Eredmény | Ellenfél Eredmény | Ellenfél Eredmény | Ellenfél Eredmény | Ellenfél Eredmény | Ellenfél Eredmény | Helyezés |
| ---------- | ------------ | ---------------------------- | ----------------- | ----------------- | ----------------- | ----------------- | ----------------- | ----------------- | -------- |
| Nafi Toure | Kard, egyéni | Mailyn González (CUB) · 7-15 | kiesett           | kiesett           | kiesett           | kiesett           | kiesett           | kiesett           | 34.      |